# Springbuk
Springbukken (Antidorcas marsupialis) er en mellemstor antilope, der hovedsageligt lever på tørre savanner og græssletter i det sydlige og sydvestlige Afrika. Det er den eneste art i slægten Antidorcas, hvis navn er dannet af de græske ord anti = 'modsat' og dorcas = 'gazelle'. Det sigter til, at dyret ikke er en ægte gazelle. Springbukken er kendt for pludselig at kunne springe højt i vejret med alle fire ben samlede, hvilket muligvis er et advarselssignal over for andre springbukke. Den har tidligere fandtes i flokke på millioner af dyr, men ses nu højst få tusind dyr sammen. Flokkene kunne ødelægge afgrøder og dyret blev derfor nedlagt i stort tal.

## Beskrivelse
Det er en slank, langbenet antilope med en skulderhøjde på omkring 80 cm og en vægt omkring 35 kg. Begge køn har et par sorte horn, der er bøjet bagud og måler 35-50 cm. Fra midt på ryggen og ned til halen findes en stor hudfold, der kan krænges ud og med sine hvide hår virker som et advarselssignal over for artsfæller.